# سفارة أوزبكستان في الولايات المتحدة
سفارة أوزبكستان في الولايات المتحدة هي أرفع تمثيل دبلوماسي لدولة أوزبكستان لدى الولايات المتحدة. تقع السفارة في واشنطن العاصمة وهي تهدف لتعزيز المصالح الأوزبكستانية في الولايات المتحدة.

## وصلات خارجية
- قائمة سفارات أوزبكستان
- قائمة السفارات في الولايات المتحدة